# Paracentesis de la cámara anterior
La paracentesis de la cámara anterior (ACP por sus siglas en inglés) es un procedimiento quirúrgico que se realiza para reducir la presión intraocular (PIO). El procedimiento se utiliza en el tratamiento del glaucoma y la uveítis. También se utiliza para el diagnóstico clínico de la uveítis infecciosa.

## Usos
La paracentesis de la cámara anterior se utiliza en el tratamiento del glaucoma agudo de ángulo cerrado y la uveítis, y también puede prevenir el aumento de la PIO tras inyecciones intravítreas. El humor acuoso recogido mediante paracentesis de la cámara anterior puede utilizarse para el diagnóstico clínico de la uveítis infecciosa.

## Procedimiento
En este procedimiento se drena el humor acuoso de la cámara anterior del globo ocular mediante una jeringa de tuberculina, con o sin émbolo unido a una aguja hipodérmica o una incisión de paracentesis. Antes de la ACP se anestesia el ojo con gotas oftálmicas de proparacaína o tetracaína. La paracentesis se realiza a través de la córnea transparente adyacente al limbo.

## Complicaciones
El dolor, las lesiones traumáticas del iris, el absceso corneal, el contacto inadvertido con el cristalino, la aparición de fibrina en la cámara anterior, la hemorragia intraocular, la retinopatía por descompresión, el hifema, la hipotensión ocular por fuga y la endoftalmitis exógena son complicaciones de la ACP. La catarata traumática puede ser secundaria a un traumatismo del cristalino.